# Неа Фокея
Неа Фокея (на гръцки: Νέα Φώκαια, старо Μετόχι Αγίου Παύλου, Метох на „Свети Павел“) е село в Егейска Македония, Гърция, в дем Касандра в административна област Централна Македония.

## География
Неа Фокея е разположено на източния бряг на полуостров Касандра - най-западният ръкав на Халкидическия полуостров, на 72 km от Солун и на седем километра северно от Касандрия. Има население от 1721 души (2001).

## История
Край селището е разположена византийската Неафокейска кула от 1407 година. На хълма с кулата е разкрито праисторическо селище, датиращо 5000 години пр. Хр.
На мястото на Неа Фокея има селище носещо името Агиос Павлос, по едноименното аязмо - малка пещера с останки от раннохристиянска църква със стенописи. Агиос Павлос е разрушено между 1321 и 1407 година. Постепенно след 1407 година, в която е дадена златопечатна грамота от деспота на Солун Йоан VII Палеолог, се изгражда метохът на светогорския манастир „Свети Павел“. От църковните сгради са оцелели само две от XIX век и църквата „Свети Апостоли“. Сегашното селище е основано в 1924 година от бежанци от Мала Азия. В 1938 година е построена църквата „Свети Николай“.
| Име                   | Име      | Ново име | Ново име | Описание                     |
| --------------------- | -------- | -------- | -------- | ---------------------------- |
| Мал Тепе или Мас Тепе | Μάς Τεπέ | Митикас  | Μύτακας  | възвишение на З от Неа Фокея |
| Амбара                | Άμπάρα   | Клиста   | Κλειστά  | местност на СЗ от Неа Фокея  |